# 三宅瞳
三宅瞳（1992年7月10日—）是日本女性偶像、聲優，東京都出身。身高156公分，血型A型。是美女甜甜圈！！！的成员。

## 出演

### 電視動畫
- 代號基亞斯 反叛的魯路修（2008年4月－，MBS・TBS系列）